# Straalcompositie
Straalcompositie is een kunstwerk in Amsterdam Nieuw-West.
Het kunstwerk van Henk Zweerus kwam met de oplevering van een telefooncentrale aan de L. van Sonsbeeckstraat, Osdorp. Het kunstwerk is uitgevoerd in de materialen en kleuren van het oorspronkelijk gebouw van architect B.J. Odink. Odink was ook verantwoordelijk voor de Telefooncentrale Amsterdam-Slotervaart, waarop Communicatie van Lotti van der Gaag prijkt en de Centrale Zuid-Amstel (afgebroken in 2012) met De vierde dimensie van Hans Ittman, die uit dezelfde tijd stammen.
De Straalcompositie valt op doordat zij vanuit de gevel is geprojecteerd, een overeenkomst met de Handen van Willem Reijers. Straalcompositie is uitgevoerd in sierbeton, dat vermoedelijk eerste nog wit was, maar later antracietkleurig werd. De plastiek hing aan de voorgevel; rechts van de ingang, maar vanwege herindeling van het gebouw is die ingang verplaatst. Alhoewel het geheel bestaat uit kubusvormige blokjes ontstaat door verdraaiing daarvan het idee van een stralende ster, het enige ronde element in de verder strak rechthoekige gevel. Kunsthistoricus Jan Teeuwisse schreef in 2000, dat hij er loshangende afgeknepen telefoondraden in zag. 
Amsterdam kent van Zweerus ook nog een Horizontale compositie in het Leidsebosje en Verticale compositie op het Valeriusplein.    

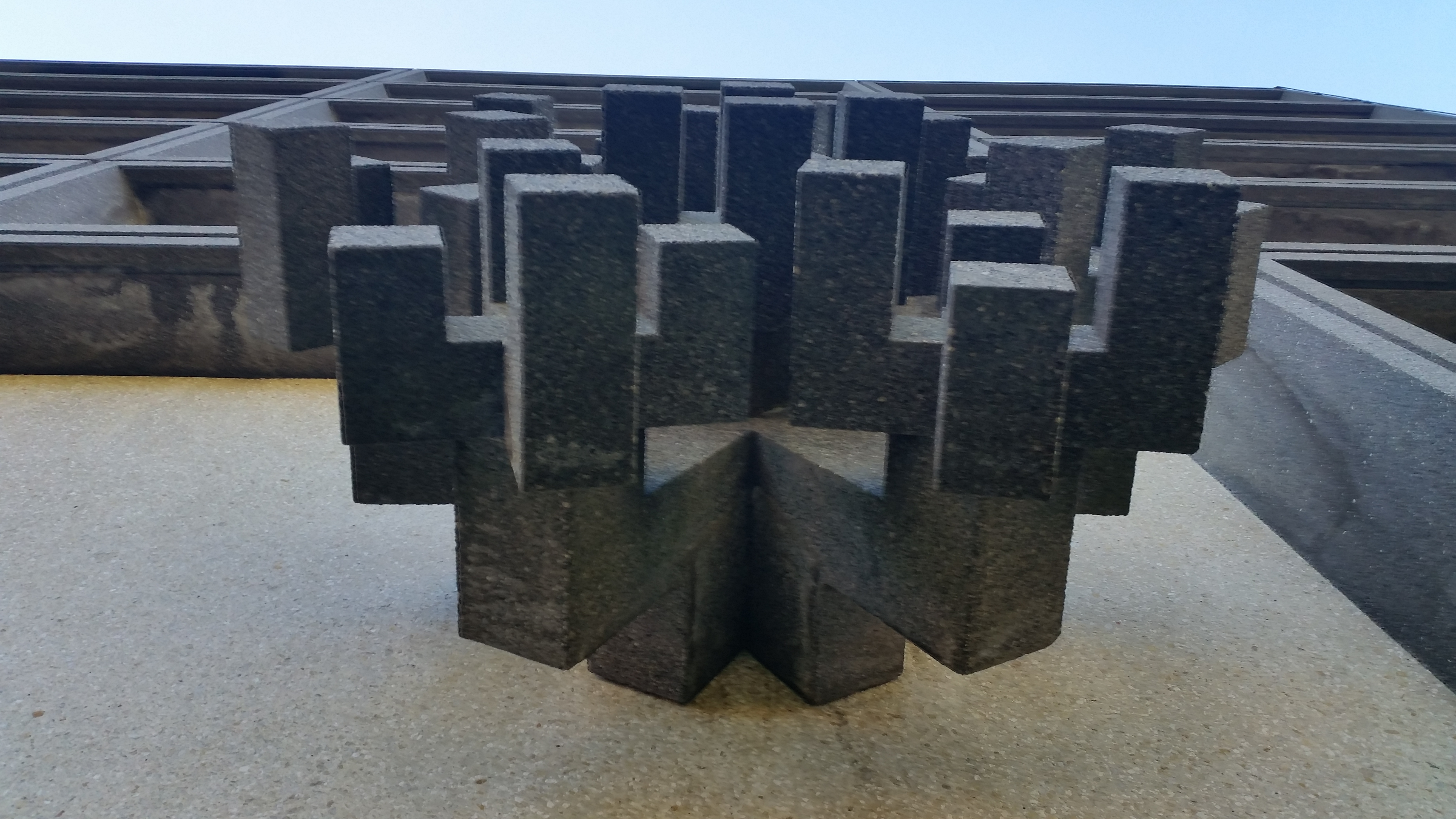
Straalcompositie (van onder in september 2018)

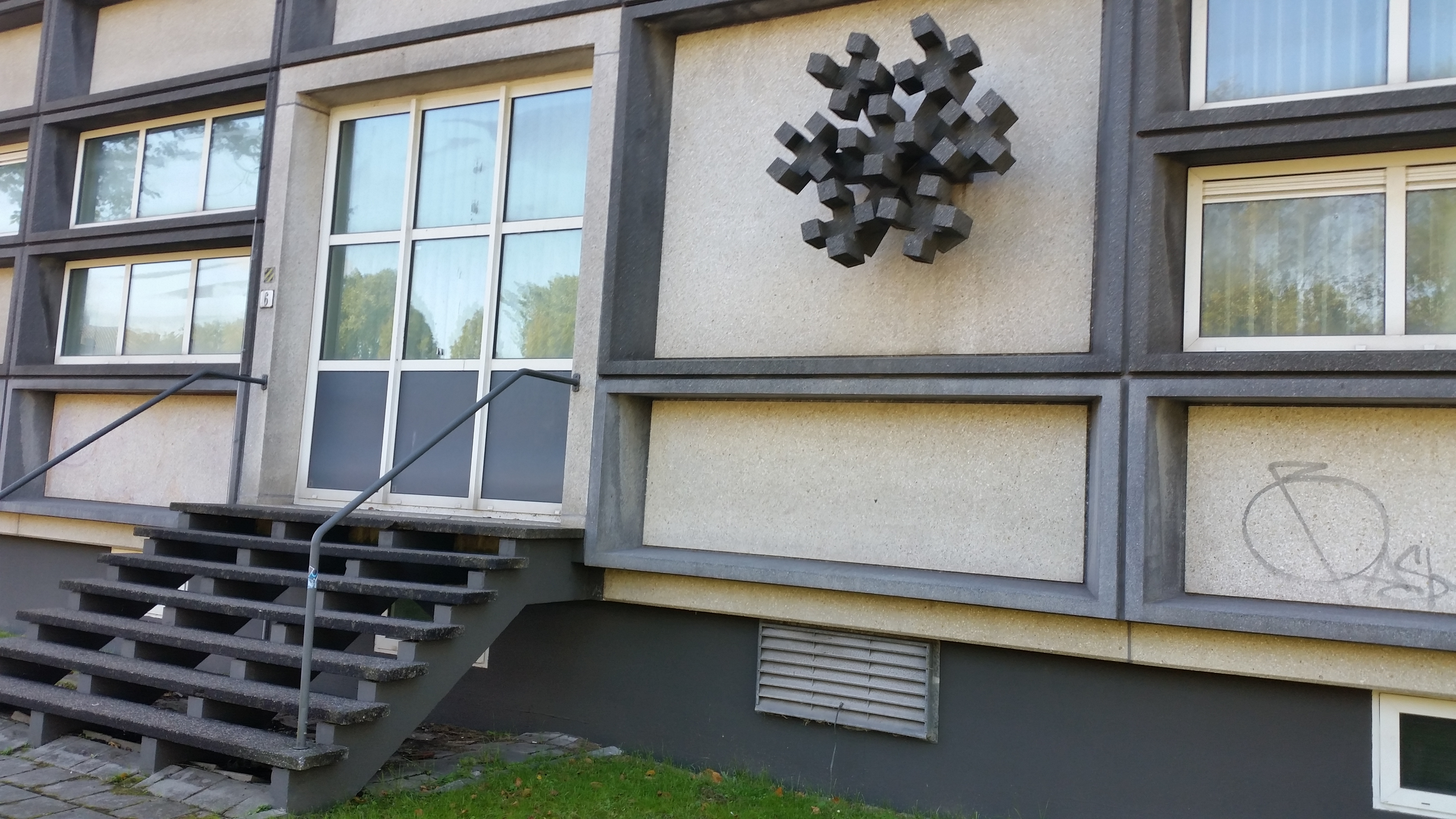
Rond tegenover rechthoeken (in september 2018)